# Pierwsza zima
Pierwsza zima (ros. Первая зима) – radziecki krótkometrażowy film animowany z 1978 roku w reżyserii Cezara Orszanskiego.

## Obsada (głosy)
- Ludmiła Ignatienko
- Ludmiła Logijko
- Jewgienij Papierny

## Wersja polska
Wersja polska: Studio Opracowań Filmów w Warszawie

Reżyseria: Maria Piotrowska

Dialogi: Joanna Klimkiewicz

Dźwięk: Stanisław Uszyński

Montaż: Anna Szatkowska

Kierownictwo produkcji: Andrzej Staśkiel

Źródło:

## Animatorzy
Aleksandr Tatarski, Marija Czerkasska, Igor Kowalew, Irina Smirnowa